# Régimen híbrido
"Un régimen híbrido es un tipo mixto de régimen político que a menudo se crea como resultado de una transición incompleta de un régimen autoritario a uno democrático. Los regímenes híbridos combinan características autocráticas con democráticas y pueden celebrar simultáneamente represiones políticas y elecciones regulares. El término régimen híbrido surge de una visión polimórfica de los regímenes políticos que se opone a la dicotomía de autocracia o democracia.
Se caracterizan por una combinación de elementos democráticos y autoritarios. Son regímenes que adoptan la forma de democracia popular, con instituciones políticas formalmente democráticas que maquillan la realidad de la dominación autoritaria. Carecen de un área de competencia lo suficientemente abierta, libre y justa como para que el partido gobernante pueda ceder el poder de forma voluntaria si ya no cuenta con el favoritismo de la mayoría del electorado.
Los investigadores occidentales que analizan regímenes híbridos prestan atención a la naturaleza decorativa de las instituciones democráticas (por ejemplo, elecciones que no conducen a un cambio de poder, diferentes medios de comunicación que solo transmiten el punto de vista del gobierno, y la oposición en el parlamento vota de la misma manera que el partido gobernante, entre otros), de lo que se concluye que el autoritarismo es la base de los regímenes híbridos. Sin embargo, los regímenes híbridos también imitan la dictadura mientras tienen un nivel de violencia relativamente más bajo.
El tratamiento académico de los regímenes híbridos es relativamente nuevo. Aparece por primera vez en los trabajos comparativos sobre democracia de Guillermo O’Donnell y Philippe Schmitter como: “Una transición de un gobierno autoritario podría producir una democracia o terminar en un régimen autoritario liberalizado (dictablanda) o una democracia liberal, restrictiva (democradura).

## Historia
La tercera ola de democratización ha llevado al surgimiento de regímenes híbridos que no son ni completamente democráticos ni completamente autoritarios. Ni el concepto de democracia iliberal ni el concepto de autoritarismo electoral describen plenamente estos regímenes híbridos.
Desde el final de la Guerra Fría, estos regímenes se han convertido en los más comunes entre los antidemocráticos. Al final del proceso de transformación de los regímenes autoritarios, aparecen elecciones limitadas de una forma u otra cuando se produce la liberalización. Siempre se ha asumido la democracia liberal, mientras que en la práctica este proceso básicamente se congela a medio camino.
En relación con los regímenes antes denominados transicionales en la década de 1980, el término régimen híbrido comenzó a usarse y se fortaleció porque, según Thomas Carothers, la mayoría de los "países en transición" no son completamente dictatoriales ni aspiran a la democracia y no se pueden llamar transicionales. Están ubicados en una zona gris políticamente estable, con cambios que pueden no producirse durante décadas. Por lo tanto, Carothers afirma que los regímenes híbridos deben considerarse sin el supuesto de que finalmente se convertirán en democracias. Estos regímenes híbridos se denominaron semiautoritarismo o autoritarismo electoral.
Uno de los primeros en utilizar el concepto de "régimen híbrido" fue el sociólogo Elemér Hankiss al analizar el comunismo gulash de la Hungría de János Kádár.

## Signos
Según Guillermo O'Donnell, Philippe C. Schmitter, Larry Diamond y Thomas Carothers, las señales de un régimen híbrido incluyen:
1. La presencia de atributos externos de la democracia (elecciones, sistema multipartidista, oposición legal).
2. Bajo grado de representación de los intereses de los ciudadanos en el proceso de toma de decisiones políticas (incapacidad de las asociaciones civiles, como los sindicatos, o que estas se encuentren bajo control estatal).
3. Bajo nivel de participación política.
4. Naturaleza declarativa de los derechos y libertades políticas (formalmente, de hecho, hay una implementación difícil).
5. Bajo nivel de confianza de los ciudadanos en las instituciones políticas.

Para Leonardo Morlino: "Se trata de regímenes que han adquirido ciertas formas propias de la democracia, pero no otras y, al mismo tiempo, conservan aspectos autoritarios. Tales ordenamientos se encuentran a la mitad del camino entre autoritarismo y democracia y, por consiguiente, configuran auténticos regímenes de transición" y cita dos términos empleados en español para referirse al fenómeno: Dictablanda y Democraduras. En estos regímenes, viejos actores del régimen democrático anterior, pertenecientes a una coalición que ya no es dominante ni está cohesionada, ha surgido claramente las oposiciones, gracias también a una parcial y relativo respeto de los derechos civiles. Esas oposiciones son admitidas a participar en el proceso político, pero están sustancialmente excluidas de cualquier posibilidad de acceso al gobierno. Por lo tanto, existe más de un partido, uno de los cuales sigue siendo dominante –hegemónico en elecciones semicompetitivas y a la vez se da un cierto grado de competición real entre los candidatos en el interior de aquel partido. Los otros partidos están poco organizados o son de reciente creación y con escaso electorado. Hay un grado mínimo de participación real, pero muy reducida y que suele estar limitada al período electoral. Con frecuencia, una ley electoral da una enorme ventaja en la distribución de escaños del partido dominante. Esto quiere decir que está ausente cualquier justificación del régimen y la represión policial.
Algunos países que se han descrito como regímenes híbridos incluyen Colombia, Egipto, Hungría, Indonesia, México, Montenegro, Nigeria, Bangladés, Pakistán, Rusia, Serbia, Tanzania, Túnez, Marruecos, Turquía, Venezuela y Uganda. Sin embargo, no existe una definición o medida aceptada única de los regímenes híbridos, y existen diferencias; los investigadores a menudo discrepan sobre si ciertos países deben clasificarse como regímenes híbridos o no. Terry Kart sostuvo que la dominación militar y los abusos a los derechos humanos hicieron de los regímenes de América Central de los años ochenta y principios de los noventa, “regímenes híbridos”, no democracias.

## Tipología
Hay muchos términos diferentes que describen tipos específicos de regímenes híbridos.
- Régimen con síndrome de pluralismo débil: elecciones periódicas, con alto nivel de competencia entre la élite, escasa participación política y corrupción de las élites. Según Thomas Carothers, es típico de países como Albania, Ecuador, Madagascar, Moldavia, Nepal, Nicaragua, Sierra Leona, Corea del Sur, Tailandia y Ucrania.[1]
- Régimen con un síndrome de poder dominante (sistema con un partido hegemónico, política de poder dominante): presencia de instituciones democráticas decorativas, una oposición débil y la erosión de las fronteras entre el Estado y el partido gobernante.[1] De acuerdo a Suttner, países en que se ha experimentado este tipo de regímenes serían Angola (MPLA), Bangladés (Liga Awami), Camboya (Partido Popular de Camboya), Japón (Partido Liberal Democrático), Kazajistán (Nur Otan), Malasia (Barisan Nasional), Montenegro (Partido Democrático de los Socialistas de Montenegro), Rusia (Rusia Unida), Serbia (Partido Progresista Serbio), Singapur (Partido de Acción Popular), Eslovaquia (Dirección-Socialdemocracia), Sudáfrica (Congreso Nacional Africano), Turquía (Partido de la Justicia y el Desarrollo) y Zimbabue (ZANU–PF).
- La democracia delegativa de Guillermo O'Donnell: la absolutización de la condición del presidente como jefe de Estado, con la presencia de los poderes más amplios posibles, su exceso regular del marco constitucional y la débil participación política de los ciudadanos. Guillermo O'Donnell cita países como Bolivia, Brasil, Perú, Filipinas y Corea del Sur. Fareed Zakaria señaló que durante el gobierno de Boris Yeltsin hubo un tipo de régimen similar en Rusia.[1]
- La dictablanda de Philippe C. Schmitter: los ciudadanos tienen derechos políticos individuales en un sistema multipartidista, pero el poder no está controlado por los ciudadanos. Se citan como ejemplo países como Costa de Marfil y Kenia.[1]
- Democradura de Philippe C. Schmitter: las elecciones se celebran con regularidad, pero no existe una competencia política real. Se citan como ejemplos los regímenes de las décadas de 1980 a 1990 en países como El Salvador y Guatemala, así como el putinismo en Rusia.[1]

### Autoritarismo electoral
Diferentes autores escribieron sobre el autoritarismo electoral o los llamados regímenes híbridos (Levitsky y Way 2002; T. Karl 1995; L. Diamond 1999; A. Schedler 2002), pero este fenómeno no es nuevo y la mayoría de los gobiernos autoritarios que realizan elecciones no son híbridos, pero son regímenes autoritarios exitosos bien institucionalizados. Los elementos democráticos pueden servir simultáneamente para propósitos autoritarios y contribuir a la democratización.
El autoritarismo electoral significa que las instituciones democráticas son imitativas y, debido a numerosas violaciones sistemáticas de las normas democráticas liberales, de hecho se adhieren a métodos autoritarios. El autoritarismo electoral puede ser competitivo y hegemónico, y esto último no significa necesariamente irregularidades electorales. Schedler llama al autoritarismo electoral una nueva forma de régimen autoritario, no un régimen híbrido o una democracia iliberal. Además, un régimen puramente autoritario no necesita elecciones como fuente de legitimidad, mientras que las elecciones no alternativas, designadas a petición del gobernante, no son condición suficiente para considerar híbrido al régimen que las lleva a cabo.

### Democracia iliberal
Las democracias liberales de pleno derecho se basan en elementos clave como el sufragio universal, elecciones libres y justas que se celebran de forma regular, más de un partido político gobernante, numerosos medios independientes, el apoyo a los derechos humanos y el proceso sin obstáculos por parte de las élites o figuras influyentes externas en la toma de decisiones de los votantes. La ausencia de cualquier elemento clave de la democracia permite clasificar al régimen como una democracia quebrada, siendo el tipo de democracia problemática más común la democracia iliberal.

## Investigaciones
Diversos investigadores han efectuado análisis comparativos de los regímenes políticos, a nivel mundial (Samuel Finer, 1970), en países en desarrollo (Almond y Coleman, 1960), entre los regímenes de América Latina (Collier, 1979) y de África Occidental (Zolberg, 1966). Se han descrito tipologías de regímenes no democráticos (Linz, 2000, publicado originalmente en 1975 y Perlmutter, 1981). Huntington y Moore (1970) discuten el tema del sistema unipartidista. Hermet et. al. (1978) exploran cómo se llevan a cabo las elecciones en estos regímenes autoritarios, que son instituciones nominalmente democráticas.
También se ha estudiado los "regímenes híbridos" (Diamond, 2002), el "autoritarismo competitivo" (Levitsky y Way, 2002) y el "autoritarismo electoral" (Schedler, 2006), y cómo los funcionarios que llegaron al poder de manera antidemocrática forman reglas electorales (Lust-Okar y Jamal, 2002), institucionalizan los fraudes electorales (Lehoucq, 2003, Schedler, 2002) y manipulan la economía (L. Blaydes, 2006, Magaloni, 2006) para ganar las elecciones y mantenerse en el poder.